# Ctenotus decaneurus
Ctenotus decaneurus este o specie de șopârle din genul Ctenotus, familia Scincidae, descrisă de Storr 1970.

## Subspecii
Această specie cuprinde următoarele subspecii:
- C. d. decaneurus
- C. d. yampiensis